# Mniotype spinosa
Mniotype spinosa is een vlinder uit de familie uilen (Noctuidae). De wetenschappelijke naam is voor het eerst geldig gepubliceerd in 1910 door Chretien.
De soort komt voor in Europa.